# 諾德韋鎮區 (愛荷華州亞當斯縣)
諾德韋鎮區（英語：Nodaway Township）是位於美國愛荷華州亞當斯縣的一個行政鎮區。

## 地方資料
根據2010年美國人口普查的數據，諾德韋鎮區的面積為91.22平方千米，當中陸地面積為91.21平方千米，而水域面積為0.01平方千米。當地共有人口235人，而人口密度為每平方千米2.58人。